# مصرف كندا
كانت شركة كندا المصرفية بنكًا قصير الأجل تأسس في وقت مبكر عام 1792 في مونتريال (التي كانت تعرف ب كندا السفلى آنذاك).
تأسس البنك من قبل ثلاث شركات يقودها تسعة تجار من مونتريال (وهم جون فورسيث ، وجون ريتشاردسون ، وجيمس ماكجيل ، وإسحاق تود ) وحاول إصدار أوراق نقدية لاستخدامها في المستعمرة البريطانية.  وقد فشلت الشركة في الحصول على إذن بإصدار الأوراق النقدية، وتلاشى أثرها بعد بضعة أشهر من العمل  إلى أن اختفت قبل بداية القرن التاسع عشر.
كانت الشركة عبارة عن بنك خاص وليس بنكًا عامًا، ويبدو أنها كانت مجرد مؤسسة لتلقي الودائع وأصدرت عددًا قليلاً من الأوراق المالية، وخاصة أوراق الدين العسكرية. ولاتزال هناك نسخة في مجموعة العملة الوطنية التابعة لبنك كندا. 
وقد أسس ريتشاردسون وفورسيث بنك مونتريال الأكثر نجاحًا في عام 1817.